# Margaret Cheney
Pour les articles homonymes, voir Cheney (homonymie).
Ne pas confondre avec une autre Margaret Cheney, auteure d'ouvrages sur Nikola Tesla.
Margaret Cheney (née le 5 janvier 1955) est une mathématicienne et universitaire américaine, spécialiste des problèmes inverses en acoustique et électromagnétisme. Elle est titulaire de la chaire Yates de mathématiques à l'université d'État du Colorado.  

## Biographie
Margaret Cheney est diplômée de l'Oberlin College en 1976, avec une double majeure en mathématiques et en physique. Elle soutient en 1982 à l'université de l'Indiana une thèse intitulée Quantum Mechanical Scattering and Inverse Scattering in Two Dimensions, dirigée par Roger G. Newton,. 
Après des recherches postdoctorales à l'université Stanford, Cheney est professeur à l'université Duke de 1984 à 1988, puis à l'Institut polytechnique Rensselaer de 1988 à 2012, date à laquelle elle est nommée professeur de mathématiques titulaire de la chaire Yates à l'université d'État du Colorado. Elle est également professeur invité à la Naval Postgraduate School, à Monterey en Californie, depuis 2009.

## Prix et distinctions
Margaret Cheney est la première titulaire invitée de la chaire Lise Meitner de l'université de Lund en 2000.  Elle est élue membre de la Society for Industrial and Applied Mathematics (SIAM) en 2009 « pour ses contributions aux problèmes inverses en acoustique et en théorie électromagnétique ». En 2012, l'Oberlin College lui décerne un doctorat honoris causa.
Elle est lauréate en 2013 de la Conférence Sofia Kovalevskaïa, décernée conjointement par la Society for Industrial and Applied Mathematics et l'Association for Women in Mathematics (AWM).

## Publications

### Ouvrages
(en) Margaret Cheney et Brett Borden, Fundamentals of Radar Imaging, vol. 79, Society for Industrial and Applied Mathematics (SIAM), Philadelphia, PA, 2009, 140 p. (ISBN 978-0-89871-677-1, DOI 10.1137/1.9780898719291, lire en ligne)

### Articles
- (en) Margaret Cheney, David Isaacson et Jonathan C. Newell, « Electrical impedance tomography », SIAM Review, vol. 41, no 1,‎ 1999, p. 85–101 (DOI 10.1137/S0036144598333613, Bibcode 1999SIAMR..41...85C, MR 1669729)
- (en) M. Cheney, D. Isaacson, J. C. Newell, S. Simske et J. Goble, « NOSER: An algorithm for solving the inverse conductivity problem », International Journal of Imaging Systems and Technology, vol. 2, no 2,‎ 1990, p. 66–75 (DOI 10.1002/ima.1850020203)
- (en) Erkki Somersalo, Margaret Cheney et David Isaacson, « Existence and uniqueness for electrode models for electric current computed tomography », SIAM Journal on Applied Mathematics, vol. 52, no 4,‎ 1992, p. 1023–1040 (DOI 10.1137/0152060, MR 1174044)
- (en) Margaret Cheney, « The linear sampling method and the MUSIC algorithm », Inverse Problems, vol. 17, no 4,‎ 2001, p. 591–595 (DOI 10.1088/0266-5611/17/4/301, Bibcode 2001InvPr..17..591C, MR 1861470, lire en ligne)